# Tōkyō no yado
Tōkyō no yado (東京の宿, Tōkyō no yado, lit. "Alojamento em Tóquio") (bra: Uma Estalagem em Tóquio ou Um Hotel em Tóquio;prt: Uma Estalagem em Tóquio) é um filme mudo de 1935 dirigido por Yasujirō Ozu, sendo este seu último filme do gênero.
O roteiro é creditado a Uinzato Mone ou Winthat Monnet ("Without Money", lit. "Sem Dinherio"), mas que, na verdade, foi escrito por Ozu, Masao Arata e Tadao Ikeda, e fazia referência a uma fase em que Ozu estava com pouco dinheiro.

## Sinopse
Kihachi (Takeshi Sakamoto) vagueia pelas áreas industriais do distrito de Koto, em Tóquio, com seus dois filhos, Zenko (Tomio Aoki) e Masako (Takayuki Suematsu), em busca de trabalho. Incapaz de encontrar um emprego, Kihachi depende de seus filhos para capturar cães vadios em troca de dinheiro de recompensas, mas Zenko desperdiça o dinheiro comprando para si um tão desejado quepe de oficial. Mais tarde, os irmãos brigam e perdem o restante do dinheiro da família. Kihachi diz a eles que eles não têm mais dinheiro suficiente para pagar uma refeição e uma cama para passar a noite. Assim, eles optam por escolher uma refeição. Em um café eles encontram a velha amiga de Kihachi, Otsune (Choko Iida), que arruma um emprego para Kihachi e permite que a família alugue um quarto na cafeteria.
Kihachi conhece a empobrecida Otaka (Yoshiko Okada) e sua filha Kimiko (Kazuko Ojima). Otaka também não consegue encontrar trabalho. Kihachi leva Otaka e Kimiko ao café de Otsune para uma refeição.
Mais tarde, Kihachi descobre que Otaka encontrou um trabalho como garçonete em uma casa de saquê. Ela explica que sua filha adoeceu e ela não tem condições de pagar as contas do tratamento da menina no hospital. Kihachi, incapaz de pedir dinheiro emprestado a Otsune para pagar essas despesas, recorre ao roubo e faz com que seus filhos levem o dinheiro para Otaka.
Kihachi confessa a Otsune, que o repreende por guardar suas preocupações para si mesmo. Ele deixa os meninos aos cuidados de Otsune e vai à delegacia se entregar.

## Elenco

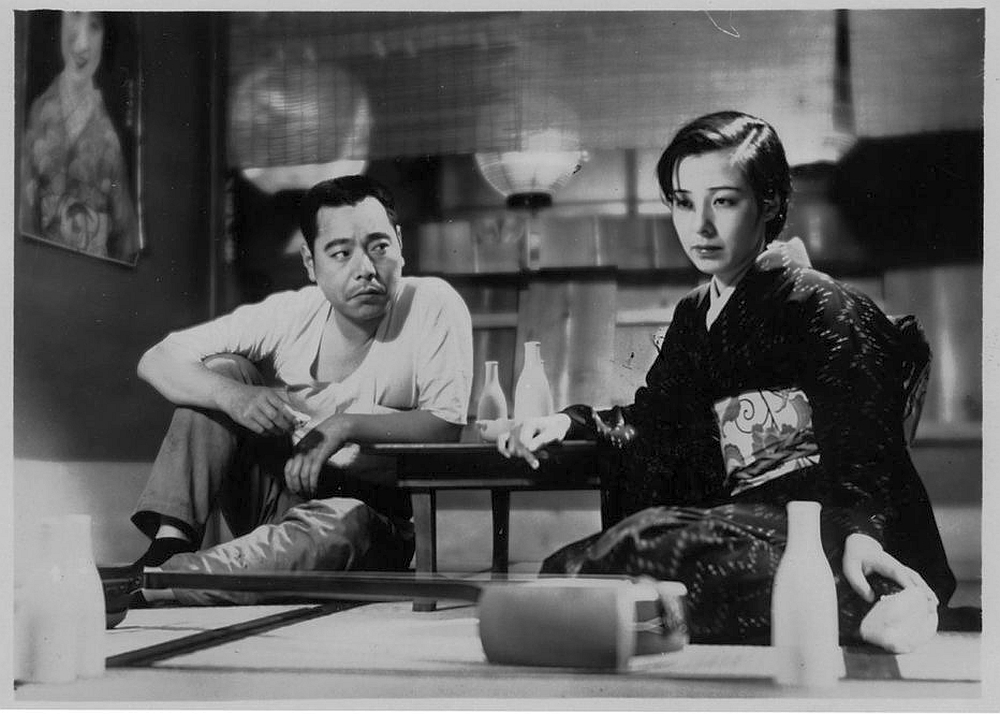
Os atores Takeshi Sakamoto e Yoshiko Okada em Tōkyō no yado

- Takeshi Sakamoto como Kihachi
- Tomio Aoki como Zenko
- Takayuki Suematsu como Masako
- Yoshiko Okada como Otaka
- Kazuko Ojima como Kimiko
- Choko Iida como Otsune
- Chishū Ryū como policial